# Le Houga
Le Houga je naselje in občina v francoskem departmaju Gers regije Jug-Pireneji. Naselje je leta 2009 imelo 1.178 prebivalcev.

## Geografija
Kraj leži v pokrajini Gaskonji 62 km severno od Pauja.

## Uprava
Občina Le Houga skupaj s sosednjimi občinami Arblade-le-Haut, Bétous, Bourrouillan, Caupenne-d'Armagnac, Cravencères, Espas, Lanne-Soubiran, Laujuzan, Loubédat, Luppé-Violles, Magnan, Manciet, Monguilhem, Monlezun-d'Armagnac, Mormès, Nogaro, Perchède, Sainte-Christie-d'Armagnac, Saint-Griède, Saint-Martin-d'Armagnac, Salles-d'Armagnac, Sion, Sorbets, Toujouse in Urgosse sestavlja kanton Nogaro s sedežem v Nogaru. Kanton je sestavni del okrožja Condom.

## Zanimivosti
Ime naselja izhaja iz gaskonjske besede heugar v pomenu rastišča praproti.
- cerkev sv. Petra z osmerokotnim, 31 metrov visokim zvonikom;